# Naradabaganga
Naradabaganga est une localité située dans le département de Kalsaka de la province du Yatenga dans la région Nord au Burkina Faso.

## Géographie
Naradabaganga est situé à environ 12 km au sud-est de Kalsaka, le chef-lieu du département, à 45 km au sud de Séguénéga et à environ 20 km au nord-ouest de Bokin.

## Santé et éducation
Le centre de soins le plus proche de Naradabaganga est le centre de santé et de promotion sociale (CSPS) de Kalsaka tandis que le centre médical avec antenne chirurgicale (CMA) de la province se trouve à Séguénéga.